# シェル・エルンスト・ヴィクトル・アンデル
シェル・エルンスト・ヴィクトル・アンデル（Kjell Ernst Viktor Ander、1902年7月16日 - 1992年9月6日）は、スウェーデンの昆虫学者。ルンド出身。

## 略歴
ルンド生まれ。1939年にルンド大学で博士 (Doctor of Philosophy) 号を得、同年から1951年まで同大学で講師を務めた。その後、リンショーピング大学で非常勤講師を務めた。最も重要な業績はバッタ目（直翅目）の体系学および形態学の研究である。トンボ目（蜻蛉目）、鱗翅目、膜翅目についても研究している。
代表的論文は、"Die Insektenfauna des baltischen Bernsteins nebst damit verknüpften zoogeographischen Problemen" (1942)（邦訳：バルト海の琥珀の昆虫相と関連する動物地理学的問題）。